# 守野為五郎

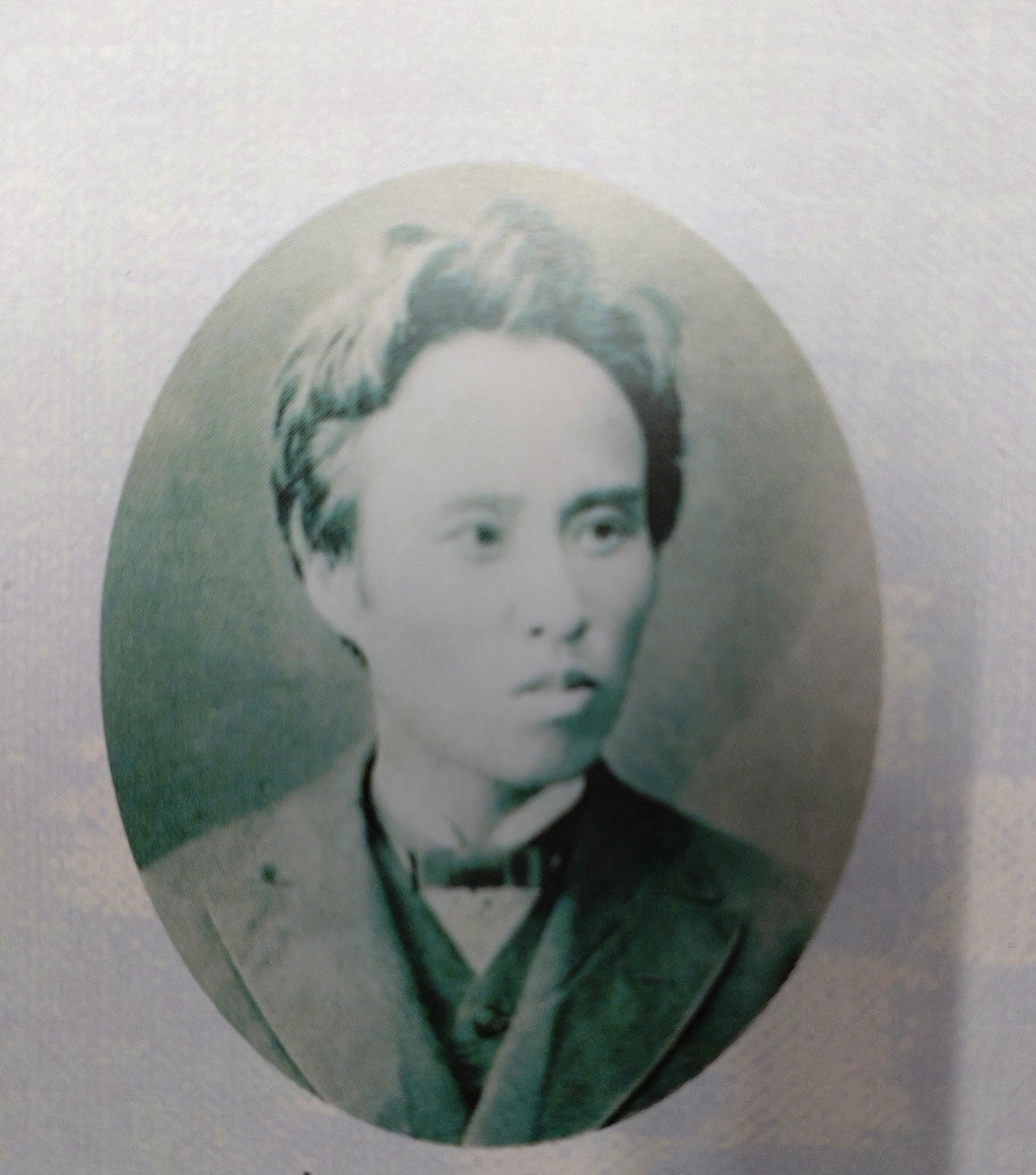

守野 為五郎（もりの ためごろう、1851年（嘉永4年11月） - 1906年（明治39年）5月28日）は、日本の政治家。衆議院議員。

## 経歴
阿波国出身。漢学・数学を学び農業を経営。副戸長、戸長、徴兵議員、学区取締、那賀郡勧業世話役、徳島県会議員などを歴任。
1890年の第1回衆議院議員総選挙に徳島県第2区より出馬し当選。その後、1892年の第2回総選挙にも出馬し当選。1894年の第3回総選挙では立憲改進党より出馬し当選を果たし、衆議院議員を連続三期務めた。